# Португалия на зимних Олимпийских играх 2014
Португалия принимала участие в зимних Олимпийских играх 2014, которые прошли в Сочи, Россия с 7-го по 23-е февраля 2014 года. Команда была представлена двумя спортсменами в горнолыжном спорте.

## Горнолыжный спорт
Мужчины
| Соревнование      | Спортсмены  | Скоростной спуск/ 1 спуск | Скоростной спуск/ 1 спуск | Слалом/ 2 спуск | Слалом/ 2 спуск | Всего | Место |
| Соревнование      | Спортсмены  | Время                     | Место                     | Время           | Место           | Всего | Место |
| ----------------- | ----------- | ------------------------- | ------------------------- | --------------- | --------------- | ----- | ----- |
| Гигантский слалом | Артур Хансе | 1:30,52                   | 57                        | DNF             | DNF             | DNF   | DNF   |
| Слалом            | Артур Хансе | DNF                       | DNF                       | DNF             | DNF             | DNF   | DNF   |

Женщины
| Соревнование      | Спортсмены  | Скоростной спуск/ 1 спуск | Скоростной спуск/ 1 спуск | Слалом/ 2 спуск | Слалом/ 2 спуск | Всего   | Место |
| Соревнование      | Спортсмены  | Время                     | Место                     | Время           | Место           | Всего   | Место |
| ----------------- | ----------- | ------------------------- | ------------------------- | --------------- | --------------- | ------- | ----- |
| Гигантский слалом | Камиле Диас | 1:32,70                   | 63                        | 1:34,93         | 63              | 3:07,63 | 59    |
| Слалом            | Камиле Диас | 1:05,24                   | 48                        | 1:03,26         | 41              | 2:08,50 | 40    |